# كيفن زينون
كيفن زينون (بالإسبانية: Kevin Zenon)‏ هو لاعب كرة قدم أرجنتيني، من اصول سورية ولد في 30 يوليو 2001 في مدينة غويا، خيريز دي لا فرونتيرا في الأرجنتين.

## وصلات خارجية
- كيفن زينون على موقع قاعدة بيانات كرة القدم.إي يو (الإنجليزية)
- كيفن زينون على موقع Soccerway.com (الإنجليزية)
- كيفن زينون على موقع اللجنة الأولمبية الدولية (الإنجليزية)